# Théléphore à tête ramifiée
Thelephora anthocephala
Espèce
Thelephora anthocephala de son nom vernaculaire, la théléphore à tête ramifiée est un champignon agaricomycète du genre Thelephora et de la famille des Thelephoraceae.